# トゥラガバトゥ碑文
トゥラガバトゥ碑文（トゥラガバトゥひぶん、英語: Telaga Batu inscription）は、1950年代にインドネシアの南スマトラ州パレンバンで発見された、7世紀のシュリーヴィジャヤ王国の碑文。この碑文は、ジャカルタのインドネシア国立博物館に、収蔵番号 D.155 として展示されている。一説によると、この碑文は、686年に制作されたものだとされる。南スマトラでは、それまでにも30ほどの「シッダハヤトラ（Siddhayatra：遠征成就）」碑文が発見されており、いずれもがダプンタ・ヒャン・シュリージャヤナサの遠征について述べたものであり、クドゥカン・ブキト碑文によれば、それはシャカ紀元605年（西暦683年）のことであった。これらの碑文はすべて、インドネシア国立博物館に収蔵されている。
碑文は、高さ118 cm、幅148 cmの安山岩の石に刻まれている。石の頂頭部にはコブラに似たナーガ（蛇神）の7つの頭が装飾として刻まれ、また底部にも、水の注ぎ口のような意匠が施されており、忠誠の証としておこなう儀式の際にはこの石に水を掛けたものと推察される。碑文は、当時の宮廷で用いられていたインド起源の文字であるパッラヴァ文字を用いて表記された、古マレー語で記されている。

## 内容
碑文に記されたテキストの内容は非常に長く、多数の行にわたっている。また、多くの文字が風化しており読み取りが難しくなっているが、おそらくこれはこの石を、記述の中にも出てくる忠誠の証の儀式で使用していたことによるものと思われる。その儀式では、おそらくこの碑文の上に水を掛け、それを石の下の部分で集め、そこから注がれる水を王への忠誠を誓った者たちが飲んだのであろう。碑文のいくつかの行はまだ読むことができる。トゥラガバトゥ碑文の3行目から5行目にかけては、以下のような内容が記されている。

### ローマ字による音写
“kamu vanyakmamu, rājaputra, prostara, bhūpati, senāpati, nāyaka, pratyaya, hāji pratyaya, dandanayaka, ....murddhaka,tuhā an vatak, vuruh, addhyāksi nījavarna, vāsīkarana, kumaramatya, cātabhata, adhikarana, karmma...., kāyastha, sthāpaka, puhāvam, vaniyāga, pratisara, kamu marsī hāji, hulun hāji, wanyakmamu urang, niwunuh sumpah dari mangmang kamu kadaci tida bhakti di aku”.

### 大意
汝ら皆、王の子たち、大臣たち、摂政たち、司令官たち、卿たち、貴族たち、副王たち、裁判官たち ...  ムルダカ、働く者たちの長、監督たち、平民たち、武器の手練れたち、下級大臣、兵士、大工、カルマ ... 事務員、建築家、船乗りたち、商人たち、船長たち、汝ら皆、王のしもべ、王の奴隷であり、何人も我に忠実ならざれば、己の誓いの言葉によって呪い殺されよう。

## 解釈
記された文章は非常に長いが、その内容はおもに呪詛であり、シュリーヴィジャヤのクダトゥアン（王国）への反逆を企てたり、実際に反逆したり、あるいは、ダトゥ（ダトゥク：領主）の命に従わない者を呪うものである。オランダの東洋学者ヨハンネス・ゲイベルトゥス・カスパリスによると、この碑文で言及のある人々、職業、称号は、シュリーヴィジャヤの覇権に対して潜在的に危険と目された、反乱を起こしかねない人々や集団が網羅されているのだという。反乱が起きないようにするためには、呪いで脅しながら忠誠を誓わせることが、支配者たちには重要だったのである。
碑文の中で言及された称号には、以下のようなものがある。
- ラージャプトラ rājaputra - 王子、王の子
- プロスタラ prostara - 大臣
- ブーパティ bhūpati - 地方領主
- セナーパティ senāpati  - 将軍
- ナーヤカ nāyaka - 地域指導者
- プラチャヤ pratyaya - 貴族
- ハージ・プラチャヤ hāji pratyaya - 副王
- ダンダナヤカ dandanayaka - 裁判官
- 'トゥハー・アン・ヴァタク tuhā an vatak - 労働者の監督者
- ヴルー vuruh' - 労働者
- アジャークサイ・ニージャヴァルナ addhyāksi nījavarna - 下級監督者
- ヴァーシカラナ vāsīkarana - 鍛冶屋/武器製造者
- クマーラーマーチャ kumārāmātya - 下級大臣
- カータバータ cātabhata - 兵士
- アディカラナ adhikarana - 役人
- カーやスタ kāyastha - 村役人
- スターパカ sthāpaka - 職人
- プハーヴァム puhāvam - 船長
- ヴァニヤーガ vaniyāga -商人
- マルシー・ハージ marsī hāji - 王の近習
- フルン・ハージ hulun hāji - 王の奴隷

碑文に刻まれた呪詛には、伝えられているものとしては最も完全なものに近い国の役人の一覧が含まれている。役人たちの称号は複雑かつ重層的であり、一部の歴史学者たちは、このようなものは王国の首都でしか存在し得ず、シュリーヴィジャヤの都はパレンバンにあったはずだと主張してきた。しかし、インドネシアの考古学者ソエクモノは、クダトゥアン（kadatuan、王国）に対して反逆するドロハカ (drohaka) を侵すものすべてを威嚇する呪いを記した碑文が宮廷の中心にあったとは限らないとし 、シュリーヴィジャヤの都はクドゥカン・ブキト碑文に記されたミナンガ  (Minanga) だったはずであり、それはムアラ・タクス付近に比定されるとしている。